# Грохар, Иван
Иван Грохар (словен. Ivan Grohar, 15 июня 1867, Сподня Сорица, Верхняя Крайна, тогда Австро-Венгрия — 19 апреля 1911, Любляна, Австро-Венгрия) — словенский художник-импрессионист.

## Биография

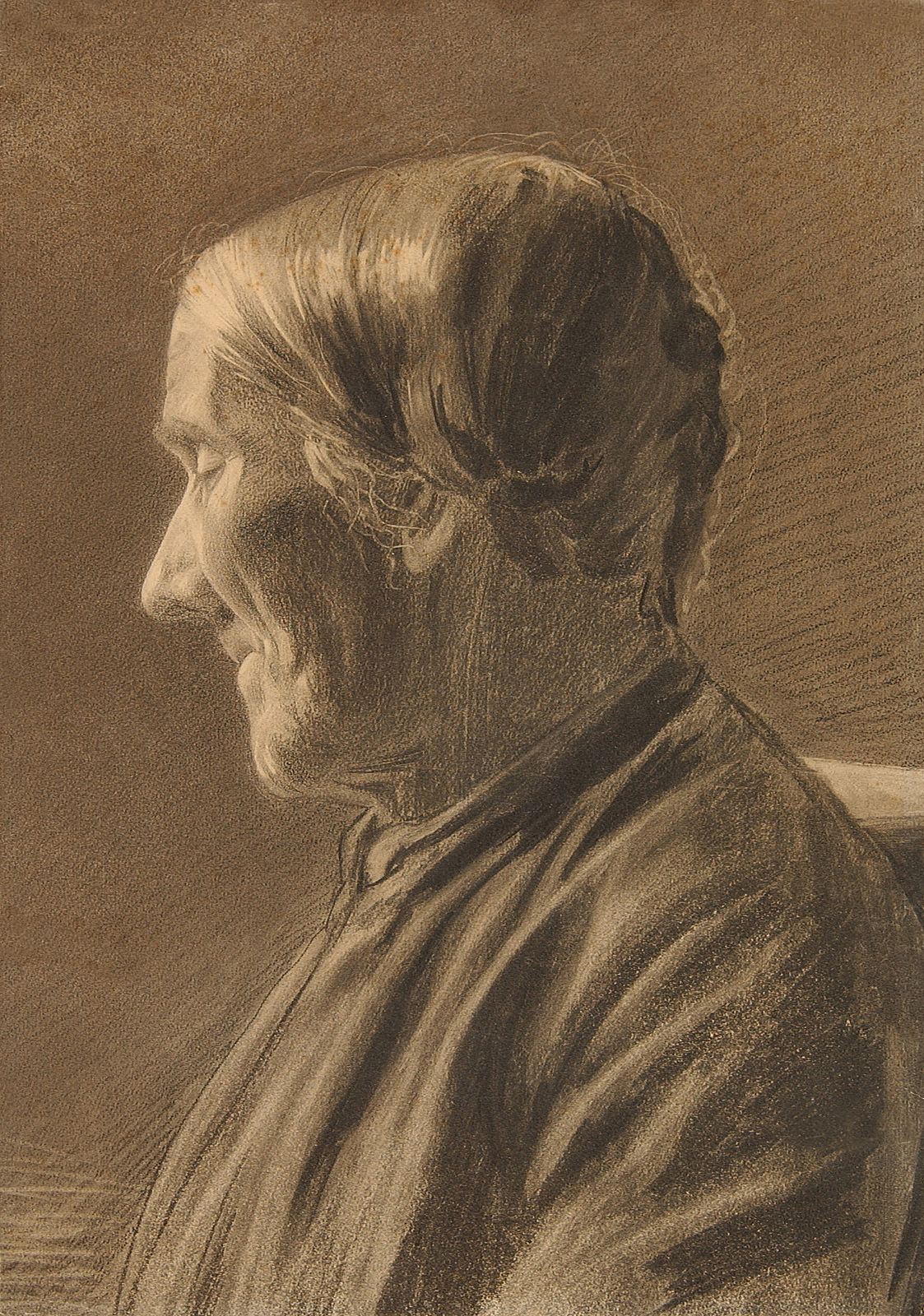
Портрет матери

Осиротел ребёнком. Рано проявил живописные способности, развивал их благодаря покровительству старших мастеров. В 1888 году викарный епископ Антон Ямник оплатил обучение талантливого юноши. С 1894 года по стипендии учился живописи в Вене и Граце. В 1896 открыл собственную студию в Шкофья-Лока. Под влиянием Сегантини обратился к религиозной живописи, испытал влияние символизма. В 1904 вместе с другими словенскими импрессионистами (Рихард Якопич, Матей Стернен, Матия Яма) организовали художественный клуб „Сава“ и приняли участие в выставке, организованной в Вене и имевшей большой успех. После этого его работы экспонировались в Лондоне, Белграде, Триесте, Варшаве, Берлине.

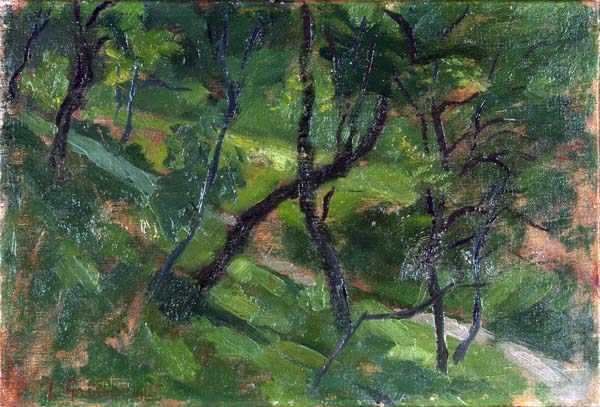
Фруктовый сад в лунном свете

Умер от туберкулёза. Рихард Якопич выкупил нераспроданные картины художника. Эти деньги пошли в оплату его долгов.

## Посмертная судьба и признание
Полотно Грохара Сеятель воспроизведено на словенской монете в 5 евроцентов (2007).